# リッキー・ファン・ウォルフスウィンケル
リッキー・ファン・ウォルフスウィンケル（Ricky van Wolfswinkel, 1989年1月27日 - ）は、オランダ・ワウデンベルフ出身のサッカー選手。エールディヴィジ・FCトゥウェンテ所属。ポジションはFW。

## 経歴
オランダのフィテッセでキャリアをスタートさせ、2008年にトップチーム昇格。4月5日のスパルタ・ロッテルダム戦でデビューを果たした。9月20日のスパルタ戦ではプロ初ゴールを記録した。2008-09シーズンはレギュラーとして試合に出場し8ゴールを決めた。
2009年5月29日、FCユトレヒトと契約した。1年目から11ゴールをマークすると、2010-11シーズンはリーグ戦で15ゴールを記録。ルク・カステグノス（フェイエノールト）と並んでオランダ人最多ゴールを記録した。
2011年6月3日、ポルトガルのスポルティングCPに移籍金540万ユーロ（約6億3000万円）の5年契約で移籍した。当初は控えFWだったが、ヴァレリ・ボジノフ等の不調もあり徐々に出番を得ると最終的にはチームトップの14得点をマーク。移籍した大エースエルデル・ポスティガの穴を感じさせない活躍を見せた。
2013年3月23日、イングランドのノリッジ・シティFCに翌シーズンから加入することで合意した。しかし、25試合出場で1得点しかあげられずチームも降格した。
2014年8月5日、ASサンテティエンヌに期限付き移籍。
2015年8月31日、リーガ・エスパニョーラのレアル・ベティスに期限付き移籍。
2016年7月28日、フィテッセに復帰した。
2019年8月、脳に脳動脈瘤が発見されたことを公表した。
2021年7月21日、FCトゥウェンテにフリーで移籍し、2年契約を交わした。

## 代表歴
オランダ代表としてU-17、U-19オランダ代表、オランダB代表に選出されている。2010年8月、A代表に初招集され、親善試合のウクライナ代表戦でデビューを果たした。